# Wilhelm Greil
Wilhelm Greil (* 25. Mai 1850 in Innsbruck; † 13. Mai 1928 ebenda) war ein österreichischer Unternehmer, deutschfreiheitlicher Politiker und von 1897 bis 1923 Bürgermeister von Innsbruck.

## Leben
Wilhelm Greil wurde als Sohn des Textilkaufmanns Franz Johann Anton Greil  und der Margareth Greil in Innsbruck geboren. Er ergriff den Beruf seines Vaters und führte das Tuchhaus Greil in der Maria-Theresien-Straße weiter. 1885 wurde er in den Bürgerausschuss (Gemeinderat) gewählt, wo er Mitglied der Dienst- und Rechtssektion sowie der Finanz- und Spitalleitungssektion war. 1886 wurde er zum Vizebürgermeister gewählt, 1896 zum Bürgermeister. Dieses Amt übte er bis zu seinem Rücktritt 1923 aus. Daneben war er von 1902 bis 1904 Abgeordneter der Deutschfreiheitlichen Partei im Tiroler Landtag. 
Unter Greils Amtszeit wurden bedeutende Infrastrukturprojekte wie die Elektrifizierung der Lokalbahn Innsbruck–Hall in Tirol, der Bau der Innsbrucker Mittelgebirgsbahn und der Stubaitalbahn, der Erwerb des Elektrizitätswerks Mühlau, die Errichtung der Sillwerke sowie im Jahr 1906 die Errichtung der Standseilbahn auf die Hungerburg durchgeführt. Die Kanalisation und Trinkwasserleitung wurden ausgebaut, Volksbäder und ein Schlachthof wurden errichtet. 1904 erfolgte die Eingemeindung der bis dahin selbstständigen Gemeinde Wilten und der Amraser Fraktion Pradl nach Innsbruck. Damit wuchs die Zahl der Einwohner der Landeshauptstadt auf 40.000 an. 1919 erwarb die Stadt Innsbruck den Achensee, der mit der Gründung der TIWAG und dem Bau des Achenseekraftwerks unter seinem Nachfolger Anton Eder die Grundlage der städtischen Energieversorgung bildete.

## Ehrungen
Wilhelm Greil wurde 1923 zum Ehrenbürger ernannt und ist in einem städtischen Ehrengrab auf dem Innsbrucker Westfriedhof beigesetzt. 1919, noch während Greils Amtszeit, beschloss der Gemeinderat die Umbenennung der bisherigen Karlstraße in der Innenstadt in Wilhelm-Greil-Straße.